# Phyllis Kaberry
Phyllis Mary Kaberry (San Francisco, 17 de septiembre de 1910–Londres, 31 de octubre de 1977) fue una antropóloga social que dedicó su trabajo al estudio de las mujeres en diferentes sociedades.
Particularmente con sus investigaciones en Australia y África, ella allanó el camino para un enfoque feminista en los estudios antropológicos. Su investigación sobre la vida sagrada y el rol significativo de las mujeres aborígenes de Australia resultó ser un tema controversial, ya que durante sus primeros años de trabajos de campo la antropología era una disciplina claramente dominada por hombres, llena de prejuicios que consideraban a los hombres como superiores en todos los aspectos de la vida. Al contribuir con pruebas del rol significativo de las mujeres en el desarrollo y la organización social, Kaberry puede ser definida como una antropóloga sumamente influyente e importante.

## Biografía
Kaberry nació en San Francisco. Sus padres eran inmigrantes británicos originarios de Yorkshire. Emigraron no mucho tiempo antes del nacimiento de Kaberry. Ambos eran científicos cristianos; su padre arquitecto. En 1913, Kaberry sus padres y sus dos hermanos se mudaron a Nueva Gales del Sur, Australia, y finalmente a Sídney. Kaberry asistió a la Secundaria para mujeres de Fort Street y en 1930 entró a la Universidad de Sídney donde permaneció hasta obtener su masterado. En 1933 obtuvo un BA en Inglés y Filosofía; también con énfasis en Latino e Historia – Universidad de Sídney. En 1934 un MA en Antropología por la Universidad de Sídney. Y en 1938 obtuvo su doctorado PhD en Antropología, en la London School of Economics.

### Trayectoria académica
La Universidad de Sídney fue la primera universidad en Australia en enseñar Antropología.  La universidad fue alguna vez el hogar académico de antropólogos como A.P. Elkin, Raymond Firth, Ian Hogbin, A.R. Radcliffe-Brown y Camilla Wedgwood.  Kaberry estudió bajo la dirección de A.P. Elkin, un firme creyente de que las antropólogas eran capaces de proveer una perspectiva única y beneficiosa acerca del rol de las mujeres en diferentes sociedades – un hecho pasado por alto en esos momentos.
Durante sus primeros años como estudiante de posgrado, Kaberry comenzó a interesarse en Nueva Guinea. La tesis de su mentor fue resultado directo de este interés, y consistió en una investigación sobre los efectos de las políticas gubernamentales sobre las condiciones nativas.  Tal problemática reaparecería nuevamente en los trabajos posteriores de Kaberry en Australia y África. Más tarde retomaría su interés por Melanesia después de 1939 cuando viajó a Nueva Guinea para estudiar la organización social del pueblo Abelam en el Distrito Sepik. Comenzó también a interesarse por las dietas melanesias, específicamente por el rol predominante que jugó el ñame. Desafortunadamente, los efectos de Segunda Guerra Mundial acortaron su estancia allí.

#### Investigaciones en la Región de Kimberley, Australia Occidental
Después de completar su maestría en antropología, Kaberry recibió una subvención de la Academia Australiana de Ciencia (ANRC) para realizar investigaciones dentro del país. Su mentor, Elkin, le sugirió que sus trabajos de campo se centraran en la región de Kimberley y el estudio de sus aborígenes. Elkin fue un gran defensor del tratamiento humanitario y la preservación de las poblaciones nativas australiana – una postura generada a partir del reconocimiento de las escasas condiciones de vida, los maltratos y la gradual eliminación de sus creencias y valores tradicionales. Siguiendo el consejo de Elkin, Kaberry viajó a la región de Kimberley. Al igual que la mayor parte de los antropólogos que trabajan en el campo, Kaberry lidió con condiciones difíciles, las cuales supo sortear a su manera. Realizando sus investigaciones entre el ganado y las estaciones misioneras, ella se enfrentó a barreras lingüísticas y al movimiento constante debido a migraciones estacionales -adaptándose así a un estilo de vida trashumante.
Adoptando un enfoque de observación participante, Kaberry fue pasando por múltiples grupos de pueblos, llegando a involucrarse profundamente con los estilos de vida cotidianos de las mujeres. A menudo necesitando un traductor, ella elegía siempre a la más locuaz de las mujeres para que la ayudara con las traducciones, utilizándolo también como una forma de conseguir que otras mujeres hablaran acerca de aspectos privados de la vida de las mujeres aborígenes. Gran parte de su trabajo dependía de las estaciones climáticas. Durante la estación seca, Kaberry residía en las estaciones ganaderas y misioneras recogiendo genealogías mediante la realización de entrevistas a mujeres de distintos campamentos. Cuestionó la exactitud de sus investigaciones sobre tradición aborigen durante la estación seca. Esto se debía a que los modos de vida dentro de las estaciones ganaderas y misioneras establecidas por personas no nativas se veían alterados por el contacto europeo. Ella descubrió que la vida aborigen tradicional era más prominente durante la estación húmeda. Presenció ceremonias tradicionales y vestidos tradicionales –una oportunidad de ver a la "vida nativa" en su estado más puro. Durante los aproximadamente tres años que estudió las sociedades aborígenes de la región de Kimberley, ella se enfocó en el parentesco, la religión, la organización social y económica de las mujeres, así como también en la influencia del contacto europeo.
Después de regresar del campo, ella se inscribió en la Escuela de Economía de Londres tras haber conseguido una beca. En 1938 ella recibió su doctorado en antropología, y un año después publicó Mujer Aborigen Sagrada y Profana.  Este libro tuvo escasa repercusión pero generó un fuerte impacto en los estudios de mujeres en el campo de antropología. Al momento de su publicación, la antropología era ampliamente dominada por hombres, razón por la cual su libro recibió críticas en demasía por sugerir que las mujeres eran iguales a los hombres y que poseían un valor sagrado propio. Las mujeres eran vistas en esos momentos como "vacas domesticadas" y seres eróticos que tenían poca influencia en el desarrollo cultural, devotas a una vida sagrada con instituciones propias, pero definidas como inferiores a las masculinas. A pesar de haber estado interesado en obtener información sobre la vida de las mujeres en las sociedades nativas, incluso el mentor de Kaberry, Elkin, sostenía ideas acordes a la creencia generalizada de la inferioridad femenina. Mujer Aborigen Sagrada y Profana cuestionaba estas ideas.
Kaberry registró ceremonias sagradas entre mujeres y exhibió el rol integral que desempeñan dentro de la sociedad. Su libro fue uno de los tres que se centraron en los Aborígenes de Australia escritos por antropólogos durante la década de 1930, así como uno de los pocos del mundo que describía a las mujeres nativas. Kaberry abrió nuevas percepciones de la antropolotía social y sentó las bases para los posteriores estudios de la mujer, un campo fuertemente desatendido hasta los movimientos feministas que ocurrieron más adelante en el siglo XX.[cita requerida]

#### Malinowski y las consecuencias del contacto cultural
Al obtener la Yale Stirling Fellowship, Kaberry fue a la Universidad de Yale a presentar conferencias sobre sus investigaciones en Australia y Melanesia. Allí se encontró nuevamente con Bronislaw Malonowski, su mentor en la Escuela de Economía de Londres. Kaberry y Malinowski compartían un interés en el contacto cultural y sus consecuencias. Ambos acordaron escribir un libro en conjunto sobre el tema, pero Malinowski falleció antes de poder terminarlo. Con sus notas a mano, Kaberry terminó el proyecto en 1945 y lo tituló Las Dinámicas del Cambio Cultural.  Kaberry admiraba mucho a Malinowski, y posteriormente le dedicó su libro Mujer Aborigen Sagrada y Profana a él. Como dice en su libro:[cita requerida]
Le he dedicado este libro al Profesor Malinowski como reconocimiento de mi deuda a él como antropólogo, como uno que, sin sacrificar la integridad y la objetividad científica, ha sido capaz de acercarse al estudio de la cultura y la civilización con la imaginación y sensibilidad de un artista. (p. xxv)
Casi veinte años más tarde escribió "Un vistazo a Malinowski en retrospectiva" para la Revista de la Sociedad Antropológica en Oxford.[cita requerida]

#### Investigaciones en la región de Bamenda, Camerún
Kaberry se mudó nuevamente a Londres, y finalmente recibió una petición por parte del Consejo Colonial de Investigaciones en Ciencias Sociales para realizar investigaciones en la región de Bamenda, Camerún.  El Consejo cuestionó el bajo desarrollo y la desnutrición en esta región colonizada y solicitó los servicios antropológicos de Kaberry.  Financiada por el gobierno británico, Kaberry viajó a Bamenda y vivió entre los Nso'. Fue allí que ella llegó a establecer relaciones cercanas con aquellos que trabajaban a su lado. Los Nso' valoraban mucho su amistad y los asuntos que ella ayudó a resolver dentro de la comunidad.  En 1946, la pérdida de tierras se estaba convirtiendo en una realidad para los Nso' debido a las políticas coloniales. Kaberry transmitió sus preocupaciones a las autoridades británicas, por lo que el problema al final logró solucionarse. Aliviados y agradecidos, los Nso' declararon a Kaberry como Reina Madre -un título que ella valoraba profundamente.
Kaberry pasó un total de cuarenta y seis meses en Bamenda entre 1945 y 1963, por momentos trabajando en colaboración con Sally Chilver. En 1952 escribió Mujeres de las Praderas, en donde describía la posición económica de las mujeres Nso'.  Esta publicación no recibió tantas críticas como su libro anterior, pero fue otro movimiento importante hacia un enfoque feminista en el campo de la antropología.
De 1950 a 1977, año en que se jubiló, fue lectora en Antropología en el University College de Londes. De 1951 a 1963 perteneció a la Royal Anthropological Society de Gran Bretaña e Irlanda, siendo de 1965 a 1968 su vicepresidenta.
Durante los momentos finales de su carrera académica, enseñó en el University College de Londres como conferenciante y posteriormente como profesora. Un año después de su jubilación, falleció a causa de envenenamiento accidental con alcohol en su casa de Londres a la edad de 67 años. Cuando les informaron de la muerte de Kaberry, la comunidad Nso' con la que había trabajado durante muchos años realizó una ceremonia de luto en su honor, y diez años más tarde fundaron el Centro de Investigaciones Kaberry en su región. En la Universidad de Oxford, el Centro Trans-Cultural para las Investigaciones sobre Mujeres (CCCRW) realiza una conferencia en su memoria cada tres años, honrando sus contribuciones a los estudios de la mujer.[cita requerida]

## Contribuciones
Fue pionera en el estudio de las mujeres dentro del campo de la antropología. Para lograr vencer las constantes críticas a su trabajo tuvo que batallar dentro de la academia. Su pasión y dedicación para eliminar los preconceptos en relación con el valor de las mujeres dentro de diferentes sociedades ha beneficiado sustancialmente al desarrollo de ese campo de estudio antropológico. Reconoció las significativas contribuciones de las mujeres dentro de sus comunidades, probando que ellas no se encuentran confinadas a las sombras de los hombres. Su trabajo ha influido a generaciones de personas antropólogas, incluyendo a Sandy Toussaint de la Universidad de Australia Occidental, autora de Phyllis Kaberry y Yo.

## Premios y reconocimientos
- Yale Stirling Fellowship.[1]
- Carnegie Fellowship.[1]
- 1957 Medalla Rivers de la Royal Anthropological Society de Gran Bretaña e Irlanda.[6]
- 1959 Medalla de Bienvenida a la Royal Anthropological Society de Gran Bretaña e Irlanda. [6]